# Sant Bartomeu del Masroig
Sant Bartomeu del Masroig és una església neoclàssica del municipi del Masroig (Priorat) protegida com a bé cultural d'interès local.

## Descripció
Edifici de planta rectangular, bastit de maó i maçoneria arrebossada en alguns punts, amb reforç de carreus als angles, amb creuer no sobresortit, i cobert per teulada a dues vessants i cúpula central. Interiorment presenta tres naus, en creu grega, separades per pilastres, creuer i absis semicircular a banda i banda del qual hi ha, en prolongació de les naus laterals, la capella del Santíssim i la Sagristia. D'un fris continu arrenca la volta, de mig punt amb llunetes i arcs faixons. L'interior és enguixat i pintat i l'absis presenta sis falses columnes d'estil jònic. El cor cobreix l'entrada. La façana amb un ampli fris central, té una portalada senzilla de llinda recta rematada per una fornícula buida i mig ull de bou. El conjunt és acabat per un frontó triangular. El campanar, als peus, és molt petit, de maó i en forma d'espadanya, amb un breu remat que inclou el rellotge.
La Pica beneitera es troba adossada al mur de l'entrada, al costat dret. Treballada en marbre té forma semiesfèrica, amb un diàmetre de 41cm i una base de 25cm. Està muntada sobre un peu prismàtic de secció octogonal. Sota una sanefa de branques i fulles que ocupa la part superior, hi apareixen sis escuts tres dels quals són inidentificables per ser massa propers a la paret. Els tres restants representen les lletres JHS, una pinya, i una mà amb una branca.

## Història
Les dades sobre l'edifici són extraordinàriament migrades. Se sap que fou construït el segle xix en substitució d'un edifici pretesament romànic. Segurament correspon a la primera i segona dècada. Alguns elements foren aprofitats. Posteriorment s'hi afegí el campanar i es tapiaren algunes obertures.
D'acord amb algun autor i el que sembla més versemblant és que la pica fou cisellada arran de la unificació dels pobles de Les Pinyeres i El Masroig. Instal·lada a l'església antiga fou traslladada a la nova, en un lloc no gaire visible.